# Lothar van Laak
Lothar van Laak (* 1970 in Waldrach) ist deutscher Germanist.

## Leben
Nach dem Studium (1990–1996) der Germanistik, Geschichte, Philosophie und Pädagogik an den Universitäten Gießen, Oxford (St. Hughs College) und Tübingen (1996 erstes Staatsexamen in Deutsch und Geschichte für das Lehramt an Gymnasien an der Universität Tübingen) war er von 1996 bis 2001 wissenschaftlicher Mitarbeiter an der Fakultät für Linguistik und Literaturwissenschaft der Universität Bielefeld. Nach der Promotion 2000 an der Universität Bielefeld im Fach Germanistik war er dort von 2001 bis 2007 wissenschaftlicher Assistent. Nach der Habilitation 2007 in Bielefeld ist er seit 2014 Professor für Neuere deutsche Literatur an der Universität Paderborn.

## Schriften (Auswahl)
- Hermeneutik literarischer Sinnlichkeit. Historisch-systematische Studien zur Literatur des 17. und 18. Jahrhunderts. Tübingen 2003, ISBN 3-484-63031-0.
- Medien und Medialität des Epischen in Literatur und Film des 20. Jahrhunderts: Bertolt Brecht – Uwe Johnson – Lars von Trier. München 2009, ISBN 978-3-7705-4811-8.